# Anchovis

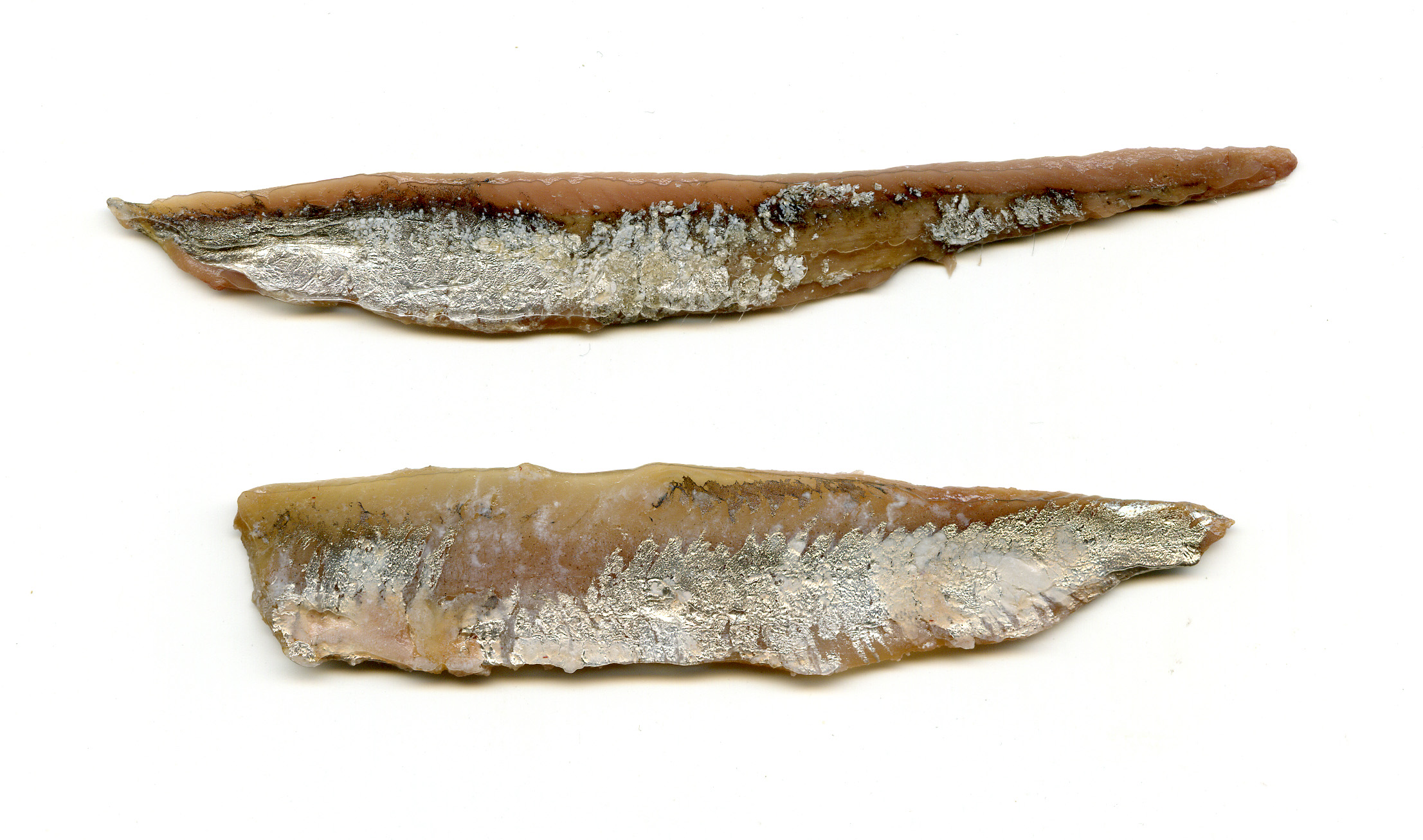
Oben: Echte Anchovis aus Sardellen
Unten: Unechte Anchovis aus Sprotten

Anchovis oder Anchois (von spanisch anchoa) ist eine andere Bezeichnung für die Europäische Sardelle (Engraulis encrasicolus).

Königsberger Klopse – der Klassiker aus der deutschen Küche, sind Kalbfleischbällchen gewürzt mit gehackten Sardellen und Kapern in weißer Sauce.

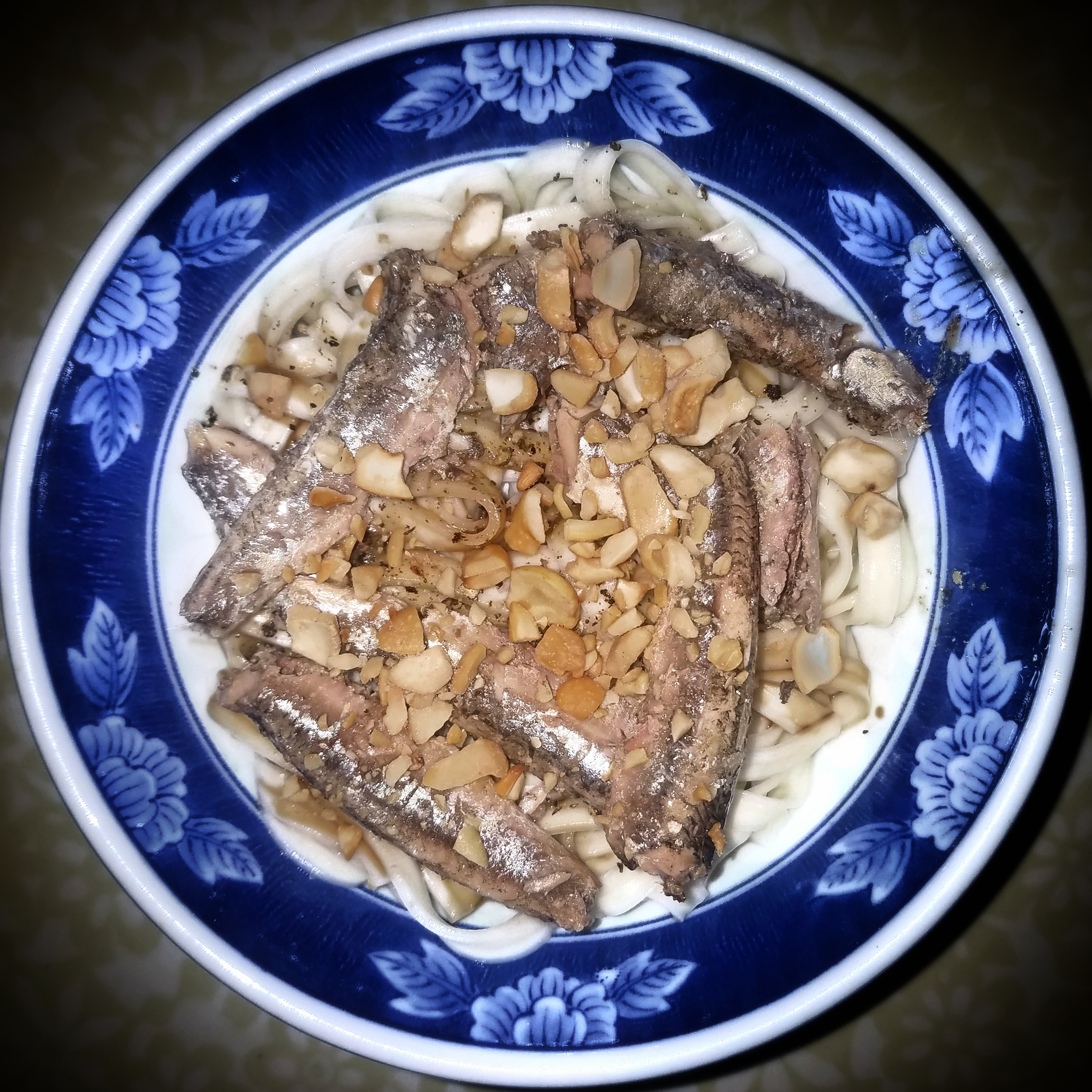
Anchovis und Cashewkerne auf japanischen Nudeln.

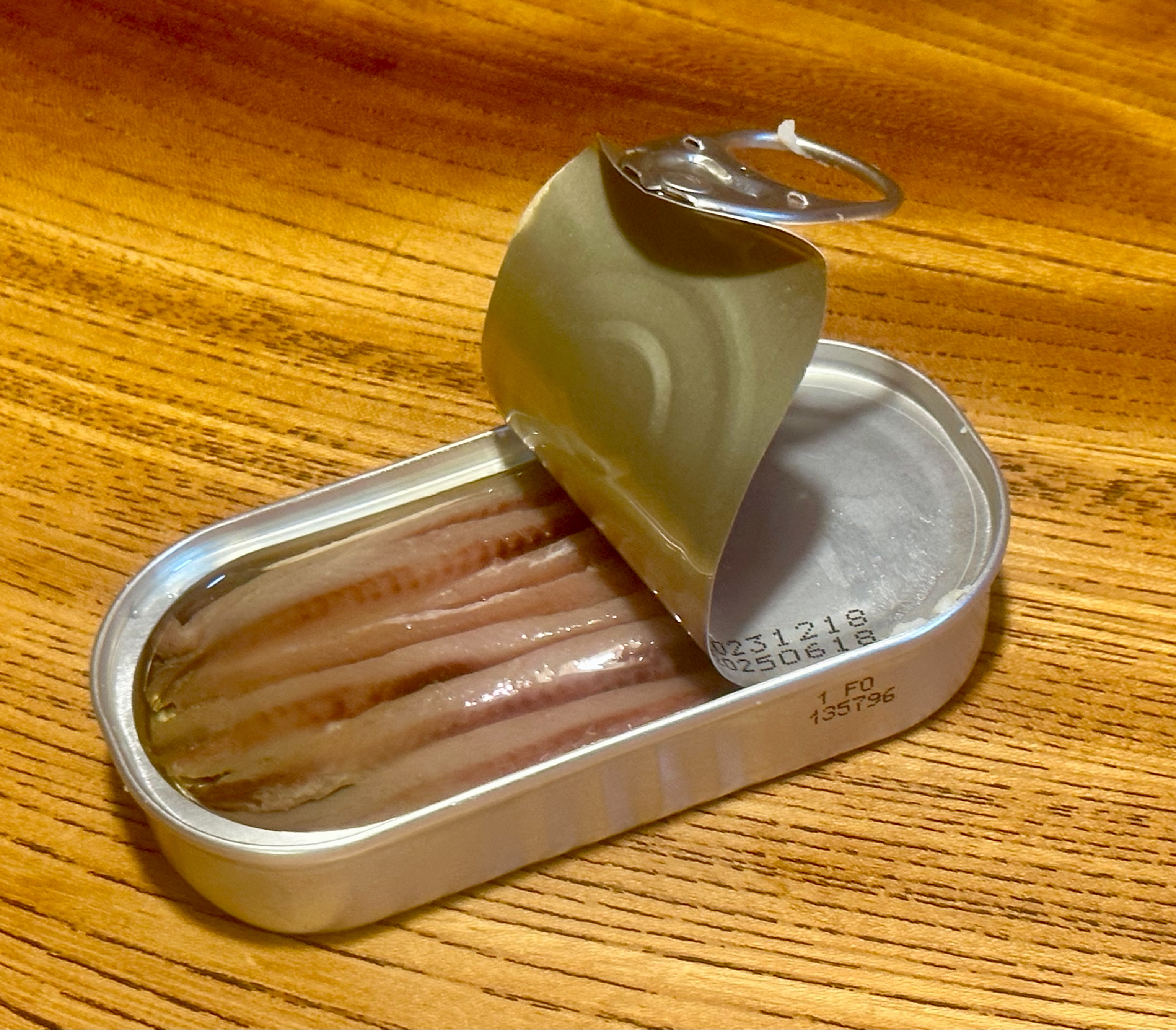
Anchovis in einer Konservendose

In der Küchensprache werden darunter zwei unterschiedliche, zu den Anchosen zählende Fischprodukte verstanden:
- Sardellen, die filetiert, eingesalzen und fermentiert in der süd- und mitteleuropäischen Küche vielseitig als würzende Zutat verwendet werden. Diese Anchovis reifen manchmal über zwei Jahre lang und haben eine mürbe Konsistenz. Wegen ihres sehr intensiven Aromas und hohen Salzgehalts sind sie nicht für den direkten Verzehr bestimmt. Aus ihnen wird auch Sardellenpaste hergestellt.
- Sprotten, die schwächer gesalzen (teils unter Verwendung von Pökelsalz) und mit Gewürzen oder Kräutern ebenfalls fermentiert sind und zur nordeuropäischen und hier besonders zur skandinavischen Küche gehören. Diese (unechten) Anchovis aus Skarpsill (Ostseesprotten, Sprattus sprattus balticus) reifen nur wenige Wochen. Ihr Geschmack ist deutlich milder und erinnert eher an Matjes. Sie sind als sogenannte ansjovis z. B. ein wichtiger Bestandteil des in Schweden beliebten Gerichts Janssons frestelse. Süß-sauer eingelegt werden sie u. a. in Dänemark als appetitsild (sild bedeutet Hering) auch direkt verzehrt.

Bereits Henriette Davidis hat im 19. Jahrhundert in ihrem Praktischen Kochbuch Anchovis und Sardellen unterschieden.
Es gibt ebenfalls die Unterscheidung, dass Anchovis zu den Anchosen und gesalzene Sardellen zu den Salzfischen gerechnet werden.
Werden in einem Rezept Anchovis ohne weiteren Kommentar aufgeführt, ist es – um Verwechslungen zu vermeiden – wichtig, die Herkunft des Rezepts und die Mengenangaben zu beachten, da Anchovis aus Sardellen und Anchovis aus Sprotten einander nicht ersetzen können. Anchoïade ist eine Anchoviszubereitung der französischen Küche.